# Sinclairia cervina
Sinclairia cervina là một loài thực vật có hoa trong họ Cúc. Loài này được (B.L.Rob.) B.L.Turner miêu tả khoa học đầu tiên năm 1989.